# Rhopalomeces crassicornis
Rhopalomeces crassicornis là một loài bọ cánh cứng trong họ Cerambycidae.